# Мероне
Мероне (італ. Merone) — муніципалітет в Італії, у регіоні Ломбардія, провінція Комо.
Мероне розташоване на відстані близько 510 км на північний захід від Рима, 36 км на північ від Мілана, 14 км на схід від Комо.
Населення — 4206 осіб (2014).
Щорічний фестиваль відбувається 1 травня. Покровитель — Santi Giacomo e Filippo.

## Демографія
Населення за роками:

Станом на 1 січня 2023 року в муніципалітеті офіційно проживали 332 іноземці з 33 країн, серед них 68 громадян країн Євросоюзу та 13 громадян України.

## Сусідні муніципалітети
- Коста-Мазнага
- Ерба
- Еупіліо
- Ламбруго
- Лураго-д'Ерба
- Монгуццо
- Роджено